# Universum (singolo)
Universum è un singolo del rapper estone Nublu e del rapper finlandese Mikael Gabriel, pubblicato il 6 novembre 2020 come quarto estratto dal primo album in studio di Nublu Café kosmos.
È stato candidato per due Eesti Muusikaauhinnad, tra cui quello alla miglior canzone dell'anno.

## Video musicale
Il video musicale, diretto da Marta Vaarik nel mese di ottobre, è stato reso disponibile il 6 novembre 2020 in concomitanza con l'uscita del brano. Le scene di Nublu sono state girate a Tallinn, mentre quelle di Gabriel si sono svolte a Helsinki. È stato premiato con l'EMA al video musicale dell'anno ed è stato candidato agli Emma gaala nella medesima categoria.

## Tracce
Testi di Heikki Anttonen e OP Vuorinen, musiche di Ago Teppand, Heikki Anttonen, OP Vuorinen e Santeri Kauppinen.
1. Universum – 3:11

## Classifiche
| Classifica (2020) | Posizione massima |
| ----------------- | ----------------- |
| Finlandia         | 4                 |